# Rectoria de Sant Pere (Terrassa)
La Rectoria de Sant Pere és l'antic edifici rectoral de les esglésies de Sant Pere de Terrassa. Està protegit com a bé cultural d'interès local.

## Descripció
La construcció actual, que en els darrers anys ha patit una forta remodelació, és un edifici de tipus rural, probablement dels segles XVIII o XIX, fet en paredat comú i amb carreus irregulars aprofitats de construccions anteriors. Consta de planta baixa i pis, amb coberta a dues aigües i façana a dos carrers. En una de les façanes, abans de la remodelació, s'obria a la part superior un assecador.
Les obertures estan disposades irregularment, amb balcons de ferro al primer pis. La porta d'entrada és en arc de mig punt, fet d'obra de totxo vist, col·locat a sardinell.
A l'interior hi ha disposats diversos objectes arqueològics i artístics, retaules i pintures.

## Història

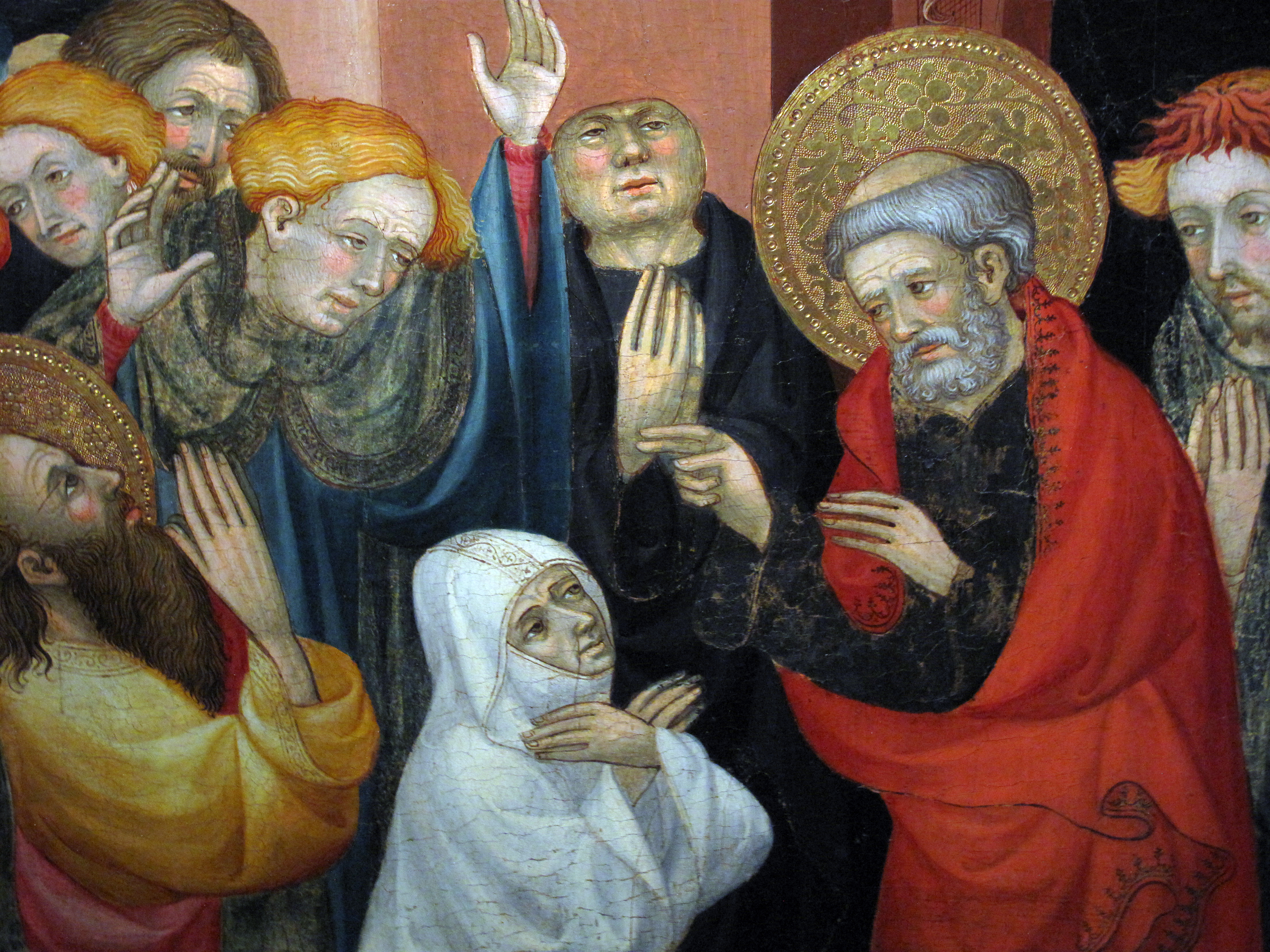
Fragment del retaule de Sant Pere, exposat al centre d'interpretació de la seu episcopal d'Ègara, antiga rectoria de Sant Pere

A l'edifici hi habitaren els priors de Terrassa fins al 1800. Antigament havien ocupat aquest lloc les dependències del monestir agustinià de Santa Maria. Després fou residència del Vicari Perpetu que tenia el càrrec de rector de la parròquia de Sant Pere. Durant els anys 1937 i 1938 formà part del Museu Comarcal de Terrassa i albergà l'Arxiu de la ciutat.
Al final del segle XX es va dur a terme el Pla Director per al Desenvolupament de les Esglésies de Sant Pere, una vasta operació d'estudi, excavació i interpretació del conjunt monumental, que després d'anys d'actuacions es pot visitar en la seva nova reordenació museogràfica. L'antiga rectoria ha estat remodelada i ha esdevingut el centre d'interpretació del conjunt. Al subsòl de l'edifici s'hi han descobert les restes del baptisteri de l'antiga seu episcopal d'Ègara.